# Ванг Хан
Ванг Хан (кин: 王翰, мандарински кинески изговор: Wáng Hàn) је кинески песник с почетка 8. века о коме се јако мало зна. Рођен се у граду Ђинјанг (данас се зове Таијуан) у провинцији Шанси, али се не зна тачна година његовог рођења ни смрти. Једини траг који је овај мистериозни песник оставио за собом је песмица „Стихови из Лианг Џоу-а“ (涼州詞) која је уврштена у компилацију „300 песмица из династије Танг“, па је стога она и једини доказ његовог постојања.
《涼州詞》
葡萄美酒夜光杯，欲飲琵琶馬上催。
醉臥沙場君莫笑，古來征戰幾人回。
Стихови из Лианг Џоу-а
Ноћна сјајна чаша лепог грожђаног вина,

пијем са страшћу, гитару попнем на коња и крећем,

кад се будем пијан вукао по бојном пољу, немој ми се смејати,

јер од давнина, колико се људи успело из рата вратити?